# Pilonico Materno
Pilonico Materno è una frazione del comune di Perugia (PG). Si trova a pochi chilometri dal comune di Marsciano, sulla valle del Nestore (Valnestore).

## Popolazione
Contava 176 abitanti nel 2001. Secondo i dati Istat del 2011, è popolato da 177 abitanti.